# Drimys
Drimys es un género de alrededor de ocho especies de plantas perennes en la familia Winteraceae. Las especies son nativas de América, desde el sur de México hasta el extremo austral de América del Sur. Las winteráceas son plantas primitivas asociadas con la flora Antártica de la zona húmeda del hemisferio sur, las cuales evolucionaron desde hace millones de años desde el antiguo supercontinente de Gondwana. Miembros de la familia tienen hojas aromáticas y algunas son usadas para la obtención de aceites esenciales.

## Especiesseleccionadas
- Drimys andina (Reiche) R.A.Rodr. & Quez. (sin. D. winteri var. andina). endémica de Chile
- Drimys angustifolia Miers sur de Brasil
- Drimys brasiliensis Miers Brasil al sur de México
- Drimys confertifolia Phil. endémica de la islas Juan Fernández, 670 km de la costa chilena
- Drimys granadensis L.f. sur de México al sur de Perú
- Drimys winteri J.R.Forst. & G.Forst. Sur de Chile, a sudoeste de Argentina